# NGC 1536
NGC 1536 este o interacțiune de galaxii situată în constelația Reticulul. A fost descoperită în 4 decembrie 1834 de către John Herschel. Se află la o distanță de 16,59 megaparseci de Pământ.